# Samsung Galaxy J7

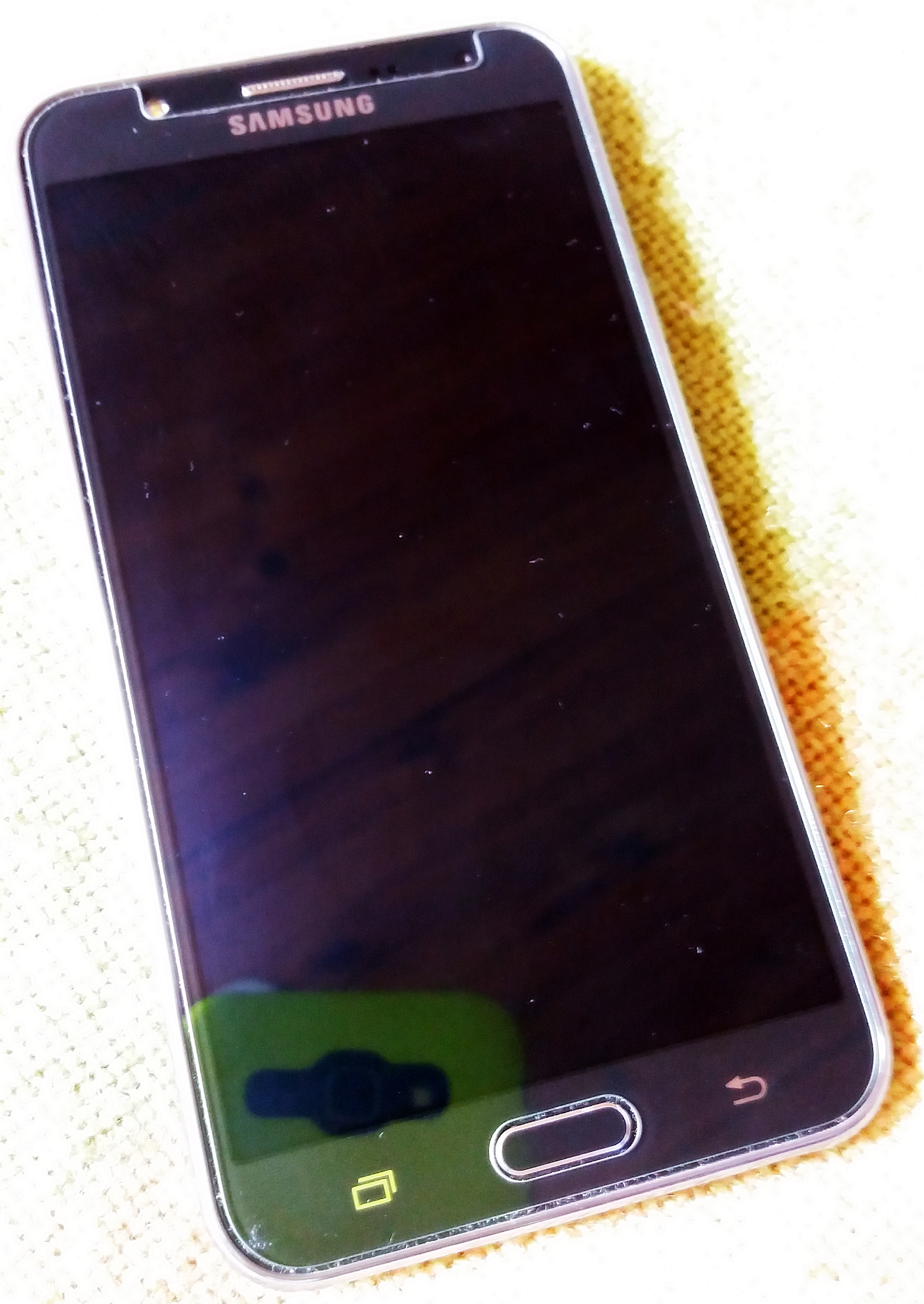
Samsung Galaxy J7 LTE Duos SM-J700M/DS (versão latino-Americana)

Samsung Galaxy J7 é um smartphone intermediário, com sistema operacional Android, da família Galaxy produzido pela Samsung Electronics, lançado em junho de 2015.

## O que vem na Caixa
Bateria 3000 mAh Li-Ion. T-DMB & Smart DMB modelo Coreia do Sul e fone de ouvido Ehs64.

## Especificações

### Processador e memória
O Galaxy J7 vem equipado com um chipset do modelo Cortex-A53 Exynos 7580 com processador central de 1.5 GHz com octa-core (oitos núcleos) de 64 Bit, combinado com GPU (processador gráfico) de modelo Mali-T720MP2 e memória RAM de 1.5 GB.

### Tela
Possui um display infinito e curvo, do tipo Super AMOLED, com touchscreen de 5.5 polegadas e uma resolução de 1280x720 pixel.

### Conectividade
Possui compatibilidade com Wi-fi e GPS. A transferência de dados e navegação web sao fornecidas pela rede UMTS, mas não suporta as tecnologias recentes, como HSDPA.

### Armazenamento
Possui um armazenamento interno com capacidade para 16 GB com a possibilidade de expansão, através do cartão de memória do tipo Micro SD com capacidade de até 128 GB.

### Multimídia
Na parte multimídia possui uma câmera traseira de 13 megapixels que permite fotos com resolução de 4128x3096 pixels e, gravar vídeos em alta definição (Full HD) com uma resolução de 1920x1080 pixels. Também uma camera frontal de 5 megapixel.

### Software
O J7 é oficialmente lançado com o Android 5.1.1 Lollipop. A partir de julho de 2016 está disponível a atualização Android Marshmallow 6.0.1 para a versão J700F na Índia e também para a versão J700H no Paquistão.

### Dimensões
O aparelho possui as dimensões de 152.4 x 78.6 x 7.5 mm.